# تنگه سویا
تنگه سویا یا تنگه لاپروس نام تنگه ای بین شمالی‌ترین نقطهٔ جزیره هوکایدو(ژاپن) و جنوبی‌ترین نقطهٔ جزیره ساخالین (روسیه) است که دریای ژاپن در غرب را به دریای اختسک در شرق پیوند می‌دهد.
طول این تنگه ۴۳ کیلومتر و عمق آب در آن ۵۱ تا ۱۱۸ متر است.
این تنگه به جریان‌های دریایی نیرومندش مشهور است و در زمستان‌ها یخ می‌زند.

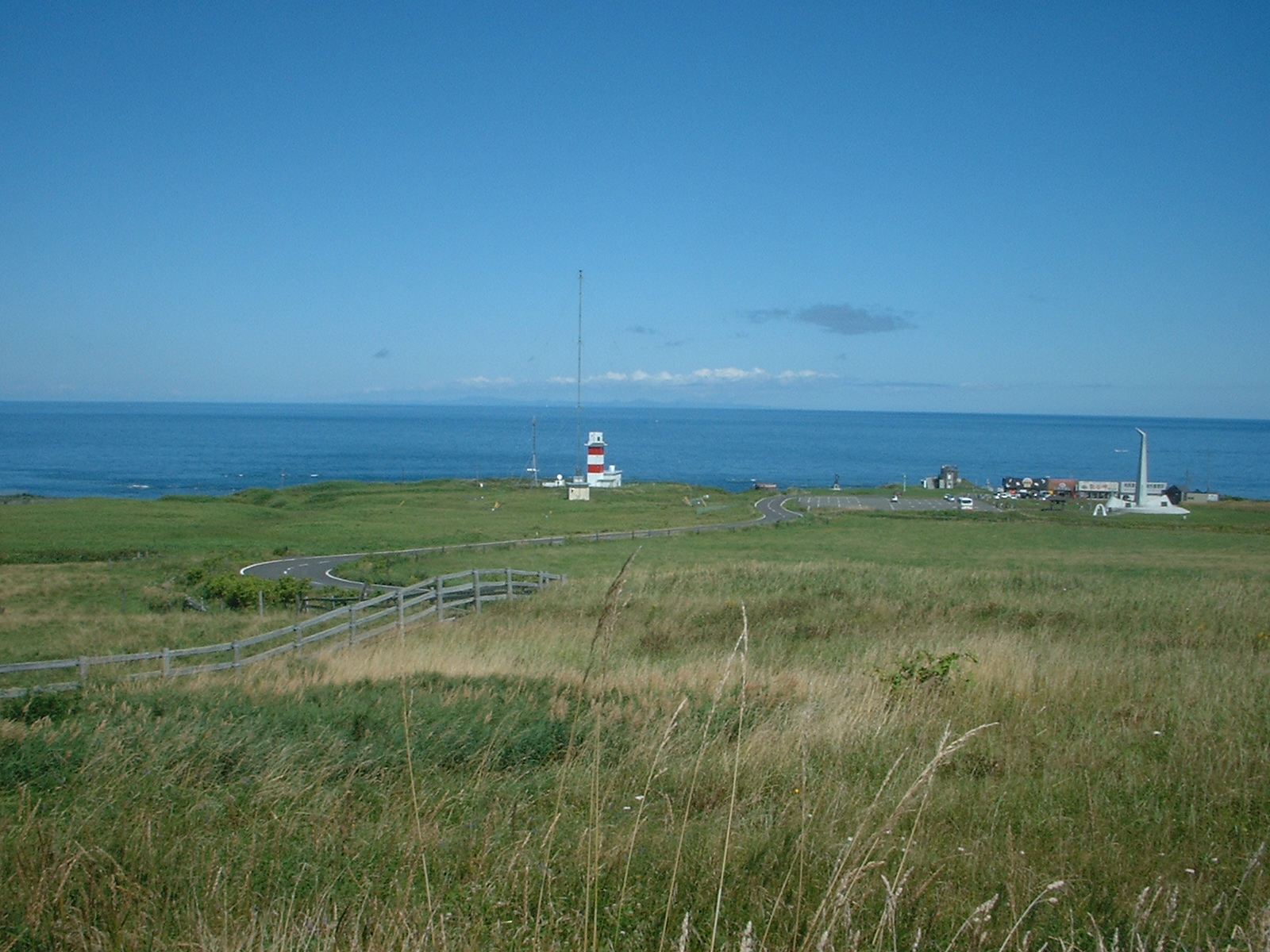
تنگه سویا

نام «لاپروس» پس از عبور جهانگرد فرانسوی، ژان-فرانسوا دی گالوپ، کونت دو لاپیروس در سال ۱۷۸۷ میلادی از این تنگه، بر روی آن گذاشته شد.